# ناتئ مرفقي
النتوء المرفقي أو نتوء المرفق أو الناتئ الزُجّي للزند (بالإنجليزية: Olecranon)‏، الزُجّ (الصفة منه زُجّي) أو الناتئ المرفقي  أو طرف المرفق ، باليونانية olene بمعنى «مرفق» و kranon بمعنى «رأس». هو ذلك النتوء العظمي الكبير السميك المنحني في المنطقة العلوية لعظم الزند، وينبسط خلف المرفق، وهو مقابل للحفرة المرفقية. يدخل الناتئ المرفقي في الحفرة الزُجّية من أجل بسط الذراع.

## البنيان
يقع النتوء المرفقي في الجزء العلوي (القريب) من نهاية الزند، أحد عظمتي الساعد. ينثني النتوء عند نهاية عظم الزند ويشكّل شفة بارزة إلى الأمام. عند بسط اليد لأسفل بحيث يتوجه كف اليد إلى الأمام، يتوجه النتوء المرفقي نحو الخلف ليندرج داخل الحفرة الزجية في الجزء الخلفى البعيد من عظم العضد.
- تضيق قاعدة النتوء المرفقي عند التقائها مع جسم عظم الزند في أضيق جزء من أعلى جسم العظم.
- السطح الخلفي للنتوء ناعم ومثلث الشكل ويتجه إلى الخلف، ويغطيه جراب زلالي تحت الجلد.
- السطح العلوي على صورة شكل رباعي الأضلاع، ويوجد وراءها انطباعا خشناً لارتكاز العضلة العضدية ثلاثية الرؤوس. ومن الأمام بالقرب من الحافة يوجد أخدود (ثلم) مستعرض طفيف لارتكاز جزء من الرباط الخلفي لمفصل المرفق.
- السطح الأمامى أملس وناعم ومقعر ويشكّل الجزء العلوى من الثلمة الهلالية (الثلمة البكرية للزند).

### الأربطة والعضلات
حدود النتوء المرفقي مستمرة مع أخدود (ثلم) حافة السطح العلوي ويرتكز عليها أربطة؛ من الجانب الإنسي: الجزء الخلفي من الرباط الجانبي الزندي، ومن الجانب الوحشي: الرباط الخلفي.
من الحافة الإنسية ينشأ جزء من العضلة المثنية الزندية للرسغ؛ وفي الحافة الوحشية ترتكز العضلة المرفقية.

## الأهمية السريرية
كسور الناتئ الزُجّي للزند من الإصابات الشائعة. ويطلق على كسر الناتئ الزُجّي مع انزياح أمامي للرأس الكعبري للعضد: كسر هيوم (بالإنجليزية: Hume fracture)‏.
كسر هيوم هو إصابة للمرفق تتضمن كسر الناتئ الزُجّي للزند مع الخلع الأمامي للرأس الكعبري للعضد، والذي يحدث في الأطفال.

## صور إضافية

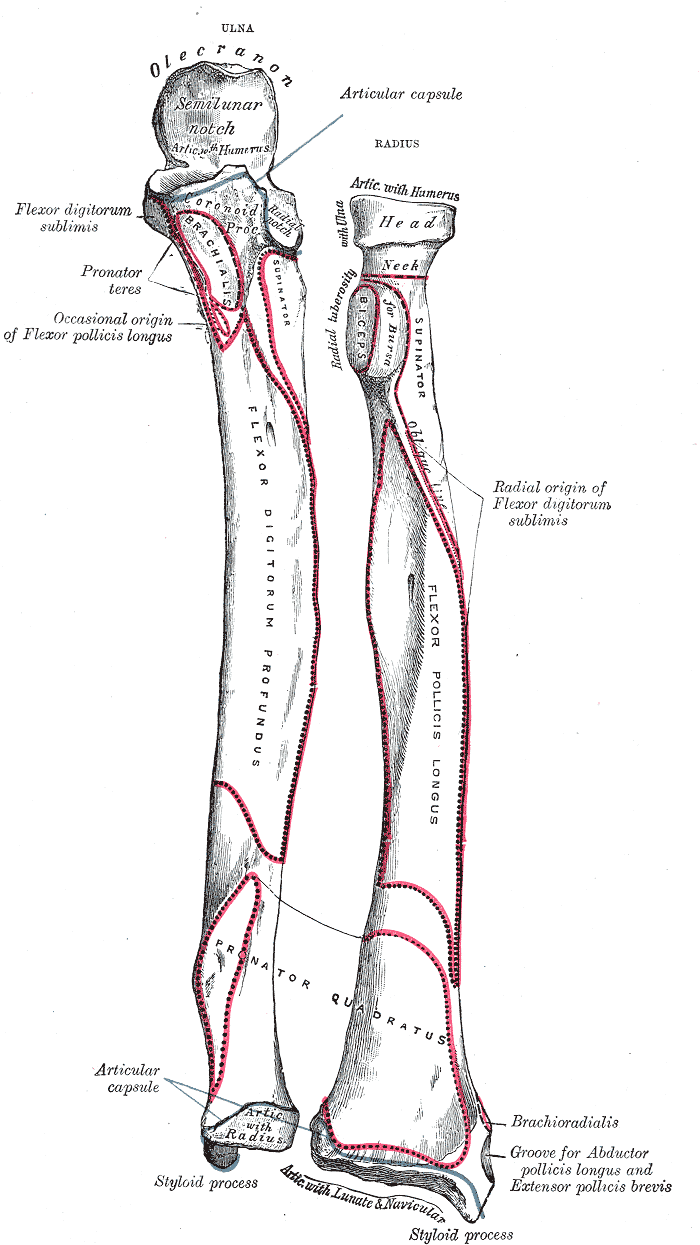
عظم الكعبرة و عظم الزند للساعد الأيسر ، نظرة أمامية. الجزء الأعلى هو القريب (المرفق) والجزء الأسفل هو البعيد (رسغ اليد)
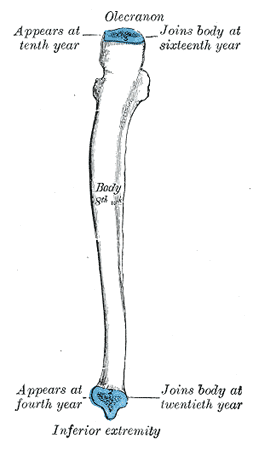
مستوى تكون العظم للزند. من ثلاثة مراكز.
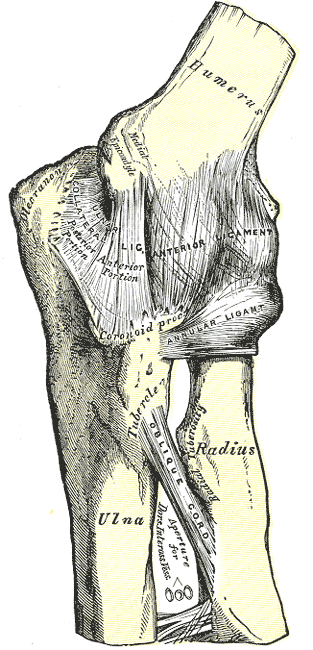
مفصل المرفق الأيسر يظهر الأربطة الأمامية والأربطة الجانبية الزندية.
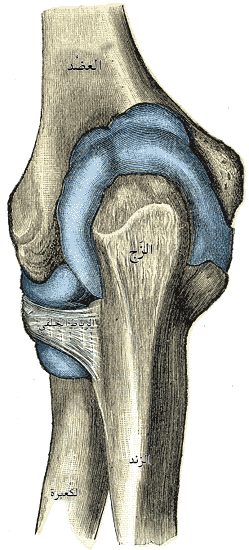
محفظة مفصل المرفق (مبسوط). الجانب الخلفي
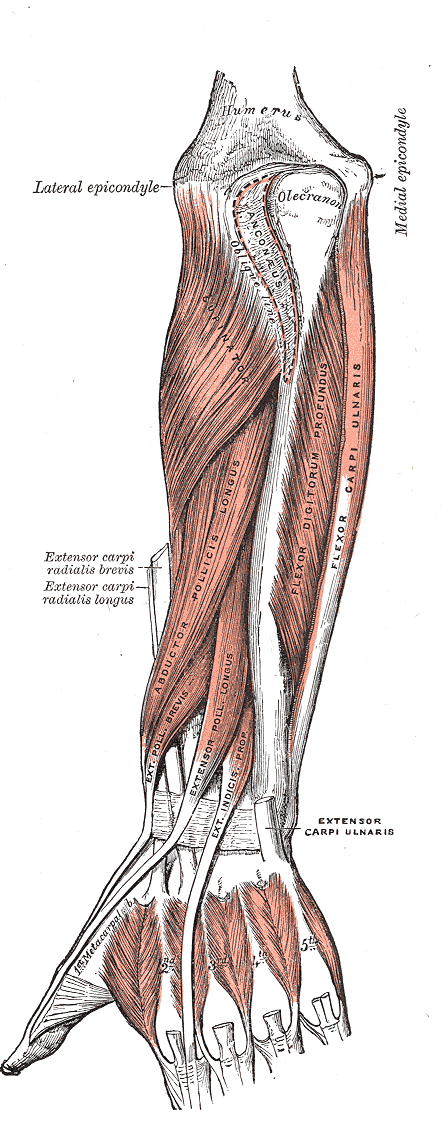
الجانب الخلفي للساعد. العضلات العميقة.
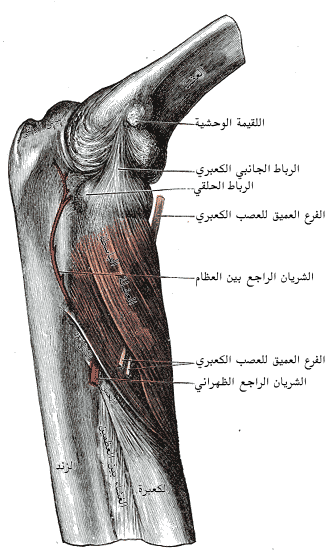
العضلة الباسطة (الباطحة).
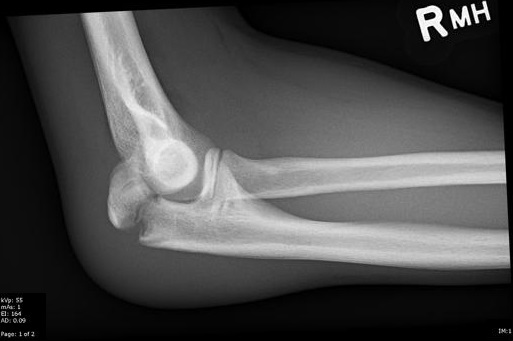
كسر الناتئ الزُجّي.

## وصلات خارجية
- درسٌ تشريحي حول radiographsul مُعدٌ بواسطة ويسلي نورمان (جامعة جورجتاون). (xrayelbow)
- Anatomy diagram: 02240.008-1 at Roche Lexicon - illustrated navigator, Elsevier